# Elliptorhina coquereliana
Elliptorhina coquereliana är en kackerlacksart som först beskrevs av Henri Saussure 1863.  Elliptorhina coquereliana ingår i släktet Elliptorhina och familjen jättekackerlackor. Inga underarter finns listade i Catalogue of Life.